# QF 6 pounder Nordenfelt
Die QF 6 pounder Nordenfelt war ein Schiffsgeschütz des Kalibers 57 mm. Dabei steht QF für Quick Fire (Schnellfeuergeschütz), 6 pounder für das Geschossgewicht und Nordenfelt für den Hersteller (Die Bezeichnung britischer Geschütze zum Zeitpunkt der Konstruktion war nicht einheitlich, Geschütze wurden nach dem Geschossgewicht, dem Gewicht des Geschützes oder dem Kaliber bezeichnet). Die Geschütze kamen bei den Flotten verschiedener Länder und in stationären Küstenbefestigungen zum Einsatz. Gefertigt wurden mehrere Versionen mit Rohrlängen zwischen 42 und 50 Kalibern.
Die Kanone sollte nicht mit der kurzläufigen Cockerill-Nordenfelt „Canon de caponnière“ verwechselt werden, die als Bewaffnung im deutschen Panzer A7V verwendet wurde.
Von der Ordnance QF-6-Pfünder Hotchkiss kann die QF 6 pounder Nordenfelt optisch durch das schlankere Rohr unterschieden werden.

## Konstruktion

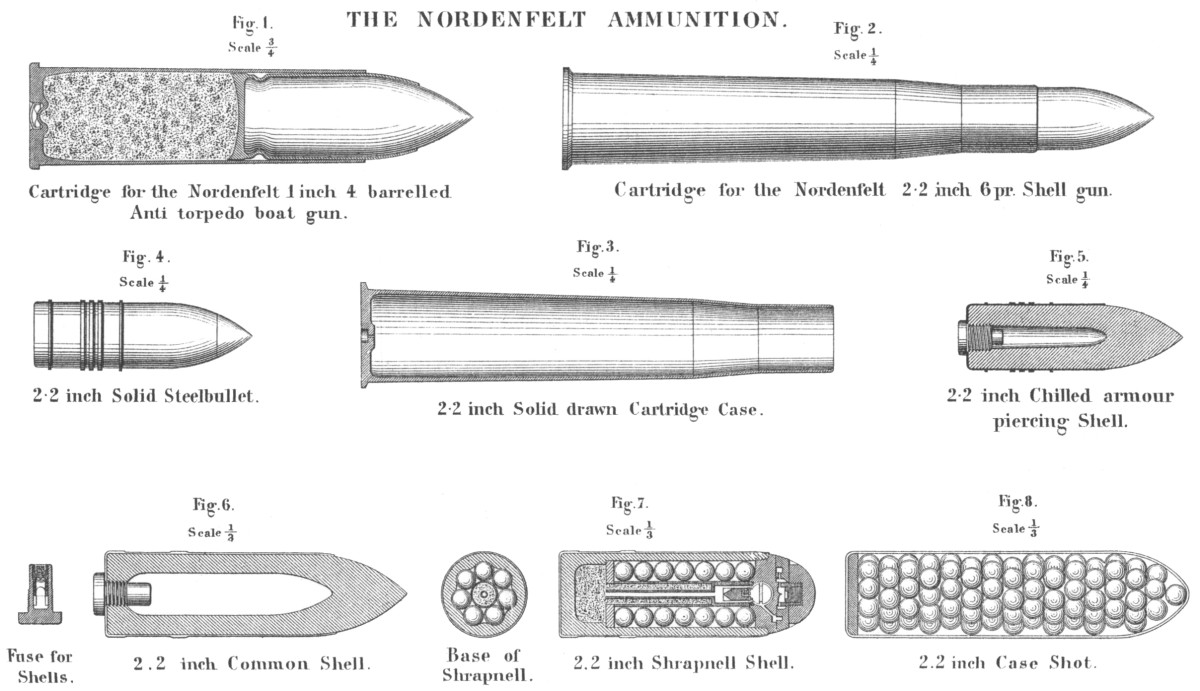
Nortenfelt-Munition 57 mm

Das Geschütz verschoss patronierte Munition. Treibladung, Zündverteiler und Granate waren in einer Patrone zusammengefasst und wurden zusammen geladen. Diese Art von Munition wurde als Fixed QF bezeichnet.

## Einsatz
Die QF 6 pounder Nordenfelt wurde in den Flotten zahlreicher Länder eingesetzt.

### Royal Navy

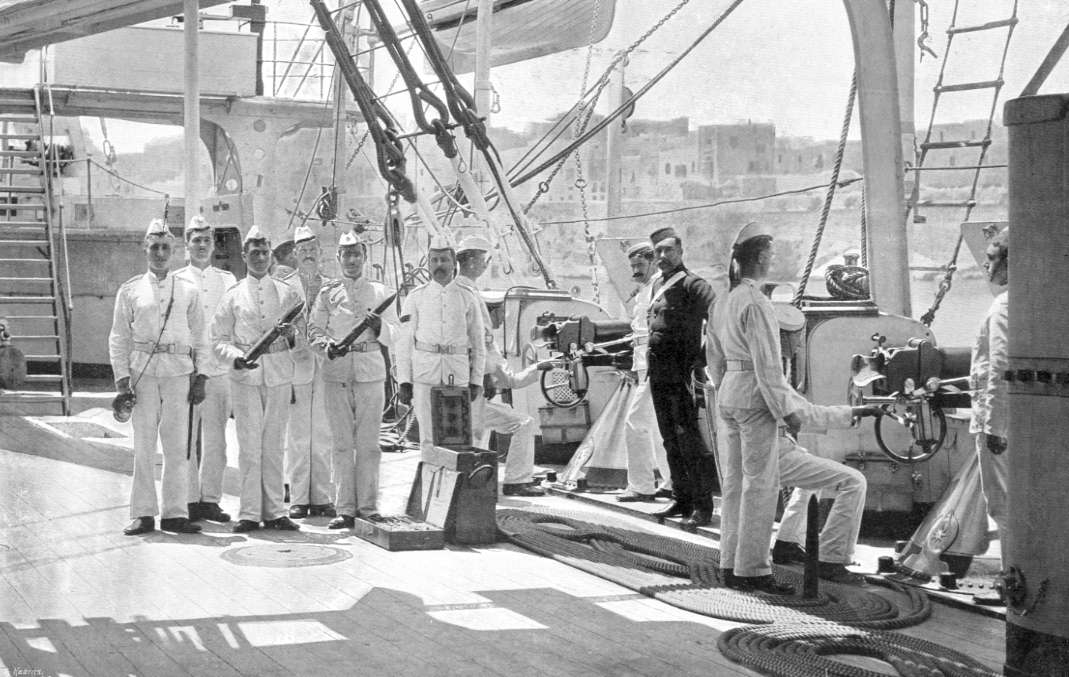
Geschützdrill an der OF 6 pdr auf HMS Camperdown, Grand Harbour, Malta

Bei der Royal Navy kamen die Versionen Mk I, II und III mit einer Rohrlänge von 42 Kalibern zum Einsatz. Das Geschütz wurde ab 1885 auf Kriegsschiffen eingesetzt. Aufgabe war die Abwehr der damals neu aufkommenden dampfgetriebenen, schnellen Torpedoboote. Übungen hatten gezeigt, dass die Kadenz und Richtgeschwindigkeit herkömmlicher Geschütze für die Bekämpfung kleiner und schneller Ziele unzureichend waren. Später wurde die Aufgabe um den Kampf gegen (aufgetauchte) U-Boote erweitert. Die Kanone wurde fast gleichzeitig mit der Ordnance QF-6-Pfünder Hotchkiss eingeführt, beide Geschütze verwendeten jedoch unterschiedliche Munition. Die speziell für die Nordenfelt entwickelte Munition und die Zünder konnten in der Praxis jedoch nicht befriedigen. Nach der Explosion eines Munitionstransporters im Jahr 1900, die auf defekte Zünder zurückzuführen war, wurden die vorhandenen Nordenfelt-Zünder durch solche von Hotchkiss ersetzt. Die QF 6 pounder Nordenfelt wurde nachfolgend schrittweise aus der Bewaffnung genommen und durch Ordnance QF-6-Pfünder Hotchkiss ersetzt, 1919 endete der Einsatz dieser Waffe bei der Royal Navy.